# 1933 في الأرجنتين
فيما يلي قوائم الأحداث التي وقعت خلال عام 1933 في الأرجنتين.

## رياضة
- 1 يناير – دوري الدرجة الأولى الأرجنتيني 1933 الفائز نادي سان لورينزو.

## مواليد

### يناير
- 20 يناير – إميليو ألفارو ممثل أرجنتيني.
- 29 يناير – ويليام ألونسو اقتصادي من الولايات المتحدة الأمريكية.

### فبراير
- 20 فبراير – أومبرتو ماسكيو لاعب ومدرب كرة قدم إيطالي.

### مارس
- 30 مارس – روبين مارينو نافارو لاعب كرة قدم أرجنتيني.

### مايو
- 26 مايو – لويس فيليبي نوي

### أغسطس
- 18 أغسطس – إيفا روبنشتاين مصورة أمريكية.

### أكتوبر
- 6 أكتوبر – أليسيا داميكو مصورة أرجنتينية.

## وفيات

### يوليو
- 3 يوليو – هيبوليتو يريغوين (مواليد 1852) محام، وسياسي أرجنتيني.